# Juan José Ryp
Juan José Ryp (* 1971 in Algeciras) ist ein spanischer Comiczeichner.
Seine Karriere begann Ryp in den späten 1990er Jahren mit Zeichnungen für unterschiedliche Erwachsenen-Comics, die von spanischen Verlegern veröffentlicht wurden. Dabei legte er einen Schwerpunkt auf erotische Zeichnungen, zum  Beispiel in dem spanischen Magazin Wet Comix. Erotische Comics werden immer wieder von ihm gezeichnet, In einem Comic-Sammelband über Vivid-Girls der Vivid Entertainment Group zeichnete er 2005 die Geschichte mit Jenna Jameson und Tawny Roberts.
2002 begann er eine Zusammenarbeit mit dem amerikanischen Verlag Avatar Press, für den er auch Coverillustrationen gestaltete. Er hat für diverse international bekannte Autoren gearbeitet, unter anderem für Frank Miller und Alan Moore. Viele dieser Arbeiten zählen zum Genre der Hard-boiled-Comics, die Gewalt und Verbrechen schonungslos und direkt darstellen. Ryps Zeichnungen, die sich durch besonderen Detailreichtum auszeichnen, sparen dabei keine Einzelheiten aus.

## Publikationen (Auswahl)
- Lesbiación
- Bribones: El Corazon de un Dios
- Monique & Denise
- Magical Mistery Moore
- Alan Moore's Another Suburban Romance
- Frank Miller's Robocop
- A Nightmare on Elm Street (diverse Oneshots und Miniserien bei Avatar)
- Black Summer
- No Hero
- Clone